# モラヴィア人
モラヴィア人 (モラヴィアじん、チェコ語: Moravané あるいは口語でMoraváci)は、チェコ共和国モラヴィア地域の民族学的集団であり、それはチェコ語に属すモラヴィア語 (cs:Moravština)を使用している。

## 歴史

### モラヴィア族

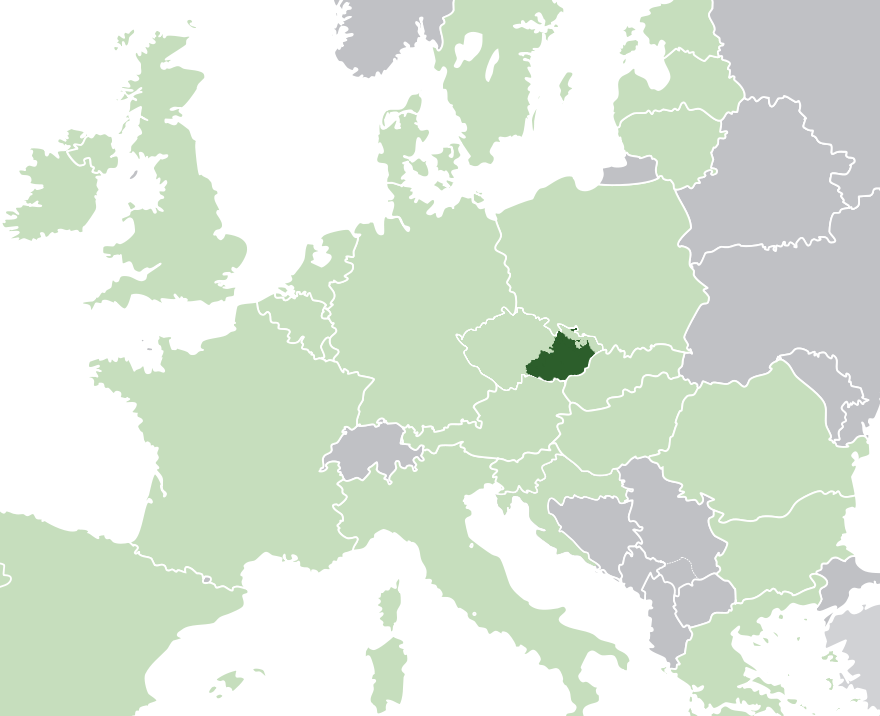
欧州連合内にあるモラヴィア

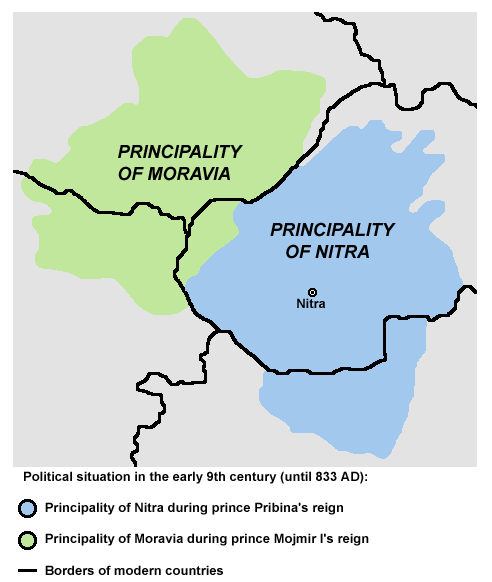
833年頃のモラヴィア公国 (緑)

モラヴィアの旗。1848年にプラハで開催されたスラブ会議のなかでチェコ語を話すモラヴィア人代表者によって使用された。

13世紀以来、使用しているモラヴィアの紋章

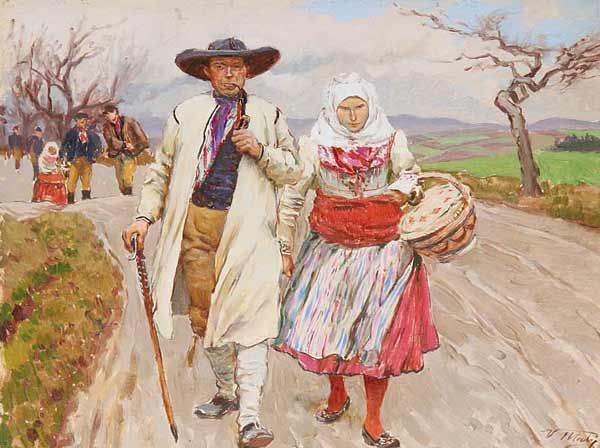
ヴァーツラフ・マリーによって描かれたモラヴィア人

モラヴィア族 （en:Moravians (tribe) 古代スラヴ語: Moravljane, スロバキア語: Moravania, チェコ語: Moravané)は中世前期頃の西スラヴ族である。しかし、モラヴィア族がいつごろ誕生したかについて正確にわかっていない、チェコの歴史家ドゥシァン・トジェシュチークは部族は他のスラヴ族と同じ時期にあたる6世紀から7世紀にかけての変わり目の間に形成されたのではないかと述べている。
9世紀、モラヴィア族は西部スロバキアやモラヴィアの歴史的地域周辺を中心にだけで無く、低地オーストリア（ドナウ川に至る所まで）や北部ハンガリーの一部にさえも定住していた。モラヴィア族について最初に言及しているのは822年のフランク王国年代記からである。部族はバイエルン人の地理学者によってボヘミア族とブルガリア族の間に位置づけられる。
9世紀にモラヴィア人は、隣接のニトラを支配、10世紀までにモイミール王家によりモラヴィア王国を建国した。往々にして、王国はボヘミアや現在のハンガリー、ポーランド、ウクライナの一部など他の近隣領域を支配、中央ヨーロッパで最強国の一つに浮上する。
モラヴィア王国崩壊後、モラヴィア族は新しい国家ボヘミア公国とハンガリーの間で分断、分割された。西部モラヴィア人はチェコ人に同化し、現在はチェコ人として同一視されている。近代スロバキア国家はハンガリー王国内においてモラヴィア族の東部で形成された。

### チェコ領域におけるモラヴィア人

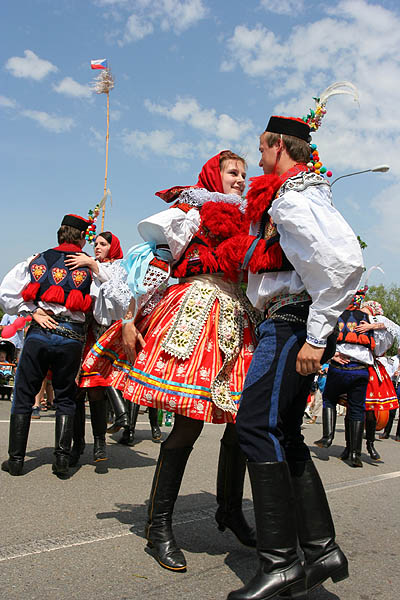
祭りの期間中に伝統的衣装を身に着けたモラヴィア人

ボヘミア公ブレティスラウス一世は、王室の次男以下の息子たちを抑えるため徹底的にモラヴィアを改革することを決定し、後継者問題（5人の息子）を解決する。モラヴィアはまだ一国の一つと考えられていたが、客観的な見方ではモラヴィアは弱体化しており、ボヘミアほど迅速に中世「国家」の形成すらできなかった。チェコ人からモラヴィア人の自立分化につながる道は12世紀後半から13世紀初頭の政治的、経済的変化により引き起こされる。
チェコの歴史的伝統は中世モラビアで発展する、例えば、チェコの年代記は再び読みなおされる。
モラヴィア民族は1991年の国勢調査で初めて表記される。ビロード革命後、モラヴィア・スレスコ領域（チェコ語でzemě Moravskoslezská、1928年から1949年にかけてチェコスロバキアに4つあった領域の1つである）回復を目指す有力な政治運動がモラヴィアにおいて活性化した。それゆえに、これまで公式的見解だった統一的チェコ人は、ボヘミア、モラヴィア、チェコ領スレスコ（チェコ領域）に沿ってチェコ共和国の歴史的区分を分けた。モラヴィアでチェコ語を話す住民の一部やチェコ・スレスコでチェコ語を話す住民の一部はモラヴィア人やシレジア人をそれぞれ宣言した。
1991年にチェコ共和国の136万3000千人の市民がモラヴィア人と申告している。しかし、その数は2001年の国勢調査では38万474人に下がった。以前に自らをモラヴィア人として申告した多くの人々は2001年の国勢調査では再びチェコ人として申告した。だが、2011年には数が52万2474千人に再び増加している。モラヴィア愛国心意識が最も強いのはモラヴィアの旧首都ブルノ周辺である。
1989年のビロード革命後の最初の数年間だけで少数のモラヴィア政党は選挙である程度の成功を遂げることができるとみられていた。しかし、1993年、チェコスロバキアが平和的にチェコ共和国とスロバキア共和国に分かれたチェコスロバキア分離期に彼らの多くは勢いを失った。
2011年の国勢調査によると、宗教のない人の割合はモラヴィアのズリーン州で最も低く、ボヘミアの一部、モラヴィアの一部ヴィソチナ州、南モラヴィア州、モラヴィア・スレスコ州、そして、主にモラヴィアのオロモウツ州が続いている。